# Mate Bulić

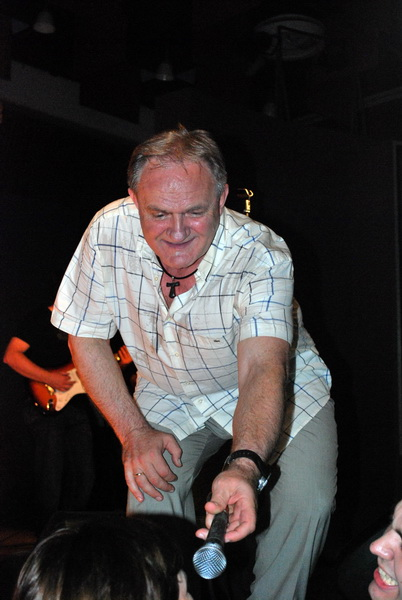
Mate Bulić (Zagreb, 2009)

Mate Bulić anhörenⓘ (früher auch Mato Bulić; * 18. Februar 1957 in Donja Blatnica zu Čitluk, Jugoslawien) ist ein kroatischer Sänger aus der Herzegowina. Er gehört zu den beliebtesten Künstlern bei den Kroaten in Europa und Übersee und wird als Kralj dijaspore („König der Diaspora“) bezeichnet. Die kroatische Wochenzeitschrift Nacional zählte Bulić 2005 zu den 1.000 einflussreichsten Menschen in Kroatien (Rang 581).

## Karriere
Nachdem er mit 20 Jahren seinen ersten Auftritt in einem jugoslawischen Club hatte, wurde zwei Jahre später erstmals das Lied Vidimo se (Wir sehen uns) aufgenommen.
1985 wanderte er nach Deutschland aus und war als Bauarbeiter tätig. Bulić hatte 1994 mit dem Album Gdje ste noćas prijatelji stari seinen Durchbruch als Sänger. In den 1990er-Jahren freundete er sich mit dem, wegen seiner als nationalistisch angesehenen Texte, umstrittenen Sänger Marko Perković „Thompson“ an.
Er tritt häufig bei gemeinsamen Konzerten mit den Sängern Marko Perković „Thompson“ und Miroslav Škoro oder auch nur mit einem der beiden auf, so dass die Musiker auch als tri tenora (Die drei Tenöre) oder tri kuma (Die drei Paten) bezeichnet werden.
Er steht bei Croatia Records unter Vertrag und ist durch seine Veröffentlichungen im Bereich der kroatischen Pop-Folk-Musik bekannt. Seine Lieder enthalten häufig eine Mischung volkstümlicher herzegowinisch-bosnischer Elemente (z. B. Ganga und Diple) mit Elementen des Rock und Pop. Sie können dem Genre der „neu komponierten Volksmusik“ ('Newly-Composed Folk Music' – NCFM) zugerechnet werden, der Quelle des Turbo-Folk.
Bulić sagt über seine Musik:

„Ja radim hrvatsku narodnu glazbu s etnoelementima, koju je kvalitetno osmislio Thompson i nipošto me se ne može trpati u isti koš sa srpskim folkom. To je gadljivo! […] Ja sam barijera od istoka prema ovamo“

„Ich mache kroatische Volksmusik mit Ethno-Elementen, die Thompson qualitätvoll produziert hat und sicher kann man mich nicht in den gleichen Korb mit serbischem Folk werfen. Das ist ekelhaft! […] Ich bin eine Barriere gegen den Osten“

## Privates
Bulić wurde als Sohn von Vinko Bulić und dessen Frau Ljubica geboren. Mate hat noch jüngere Brüder. Er besuchte die Volksschule in Čitluk und eine weiterführende Schule für Elektrotechnik in Mostar, mit dem Ziel eines entsprechenden Studiums.
In seiner Jugend interessierte er sich neben dem Gesang auch für den Fußball und spielte als Torhüter.
Bulić lebt seit 1985 mit seiner Ehefrau Zdravka in Frankfurt am Main. Aus der Ehe gingen die Töchter Ana und Katja hervor.
Im Dezember 2020 erkrankte Bulić schwer an Corona und wurde in ein Krankenhaus in Offenbach eingewiesen. Noch immer gesundheitlich beeinträchtigt meldete er sich acht Monate später über sein Instagram-Profil bei seinen Fans zurück.

## Auszeichnungen
2012 erhielt Bulić den „Kroatischen Heimatpreis“ (Večernjakova domovnica) der kroatischen Zeitung Večernji list, als Ehrenpreis für seine humanitäre Leistungen.

## Diskografie

### Alben
- 1977: Čekaj meni rodna grudo (Warte auf mich, heimischer Boden)
- 1978: Što ne osta u mom srcu (Was nicht in meinem Herzen blieb)
- 1979: Dijelimo se ja i moja draga
- 1983: Šuti Đurđa (Sei leise Đurđa)
- 1984: Tražim ženu tebi slicnu (Ich suche eine Frau die dir gleicht)
- 1987: Da je meni tri života
- 1994: Gdje ste noćas prijatelji stari (Wo seid ihr heute nacht alte Freunde)
- 1995: Samo pjesmu noćas tražim
- 1996: Pjevaj sestro, pjevaj brate
- 1997: Dodijalo pajdo
- 1998: Hrvatske narodne pjesme 1 (Kroatische Volkslieder 1)
- 1999: Pjevajte sa mnom (Sing mit mir)
- 2003: Gori borovina (Es brennen Tannen) (HR: Platin)[10]
- 2007: Kako mi je, tako mi je (Wie mir ist, so ist mir)
- 2011: Domu mom (Meiner Heimat)
- 2017: Sretan Božić, Moj Narode

### Livealben
- 1999: Uživo, Split

### Kompilationen
- 2001: Sve najbolje
- 2004: Megamix

### Singles (Auswahl)
- 2003: Moja Hercegovina
- 2003: Gori borovina
- 2003: Igraj Mare Prašina Se Diže
- 2011: Domu mom
- 2019: Ja Sam Na Te Ponosan (mit Tarapana Band)